# Kościół św. Józefa Robotnika w Osowcu-Węgrach
Kościół św. Józefa Robotnika – rzymskokatolicki, zabytkowy kościół parafialny w Węgrach. Świątynia należy do parafii św. Józefa Robotnika w Osowcu-Węgrach w dekanacie Zagwiździe, diecezji opolskiej. Dnia 4 marca 2011 roku, pod numerem A-156/2011, kościół został wpisany do rejestru zabytków województwa opolskiego.

## Historia kościoła
Kościół został wybudowany w latach 1930–1939. Jego konsekracja miała miejsce w 1939 roku, a dokonał jej ks. kardynał Adolf Bertram. Prezbiterium ozdobione jest freskiem ukrzyżowanego Jezusa. Nad wejściem usytuowany jest chór kościelny wraz z organami. Po prawej stronie od prezbiterium znajduje się chrzcielnica a pod chórem konfesjonał. W nawach bocznych znajdują się witraże poświęcone świętym, ufundowane przez parafian podczas budowy kościoła. Na ścianach umieszczone są figury:
- św. Floriana,
- św. Jadwigi,
- rzeźba św. Józefa, która upamiętnia milenium 2000 roku,
- drewniane rzeźby 7 sakramentów świętych,

W nawach bocznych umieszczono figury:
- Maryi Panny,
- Jezusa Chrystusa,

W kościele znajduje się także dwustronny sztandar ku czci św. Anny oraz św. Józefa.

## Organy
Organy wybudowała firma Rieger Orgelbau w 1938 roku jako opus 2905. W 2012 roku miał miejsce ich remont, który przeprowadził Henryk Hober z Olesna. 
Dyspozycja instrumentu:
| Manuał I          | Manuał II                  | Pedał              |
| ----------------- | -------------------------- | ------------------ |
| 1. Quintadena 16’ | 1. Harfenprinzipal 8’      | 1. Subbass 16’     |
| 2. Prinzipal 8’   | 2. Rohrflöte 8’            | 2. Zartbass 16’    |
| 3. Spitzflöte 8’  | 3. Schwebend Aeoline 2x 8’ | 3. Oktavbass 8’    |
| 4. Blockflöte 4’  | 4. Ital. Prinzipal 4’      | 4. Rohrflöte 8’    |
| 5. Oktave 4’      | 5. Nachthorn 2’            | 5. Choralbass 4’   |
| 6. Mixtur 4–5x 2’ | 6. Oct. Zimbel 3x          | 6. Basstrompete 8’ |
|                   | 7. Solotrompete 8’         |                    |